# 胡维行
胡维行（1928年11月—2023年5月16日），浙江永康人，中国人民解放军正军职退休干部，曾任海军副参谋长。

## 生平
胡维行1948年10月参加工作，1950年1月入伍，1949年12月加入中国共产党。历任学员、航海员、航海长、艇长、支队参谋长、办公室副主任，海军司令部作战部副部长、潜艇部部长、情报部部长等职。
2023年5月16日，胡维行因病于北京逝世，享年94岁。讣告刊登在6月27日的《解放军报》。